# Biografielijst Zo

## Zo
- Mat Zo, pseudoniem van Matan Zohar, (1990), Engels muziekproducent, -componist en -diskjockey

## Zob
- Christoph Zobel (1499-1560), Duits jurist
- Joseph Zobel (1915-2006), Martinikaans-Frans prozaschrijver
- Enrique Zobel (1927-2004), Filipijns zakenman
- Fernando Zóbel de Ayala (1924-1984), Filipijns kunstschilder en -verzamelaar
- Jaime Zobel de Ayala (1934), Filipijns zakenman

## Zoc
- Matteo Zocarini (18e eeuw), Italiaans componist
- Jan David Zocher (1791-1870), Nederlands architect, stedenbouwkundige en landschapsarchitect
- Johan David Zocher Sr. (1764-1817), Nederlands architect en tuinarchitect
- Louis Paul Zocher (1820-1915), Nederlands (tuin)architect

## Zoe

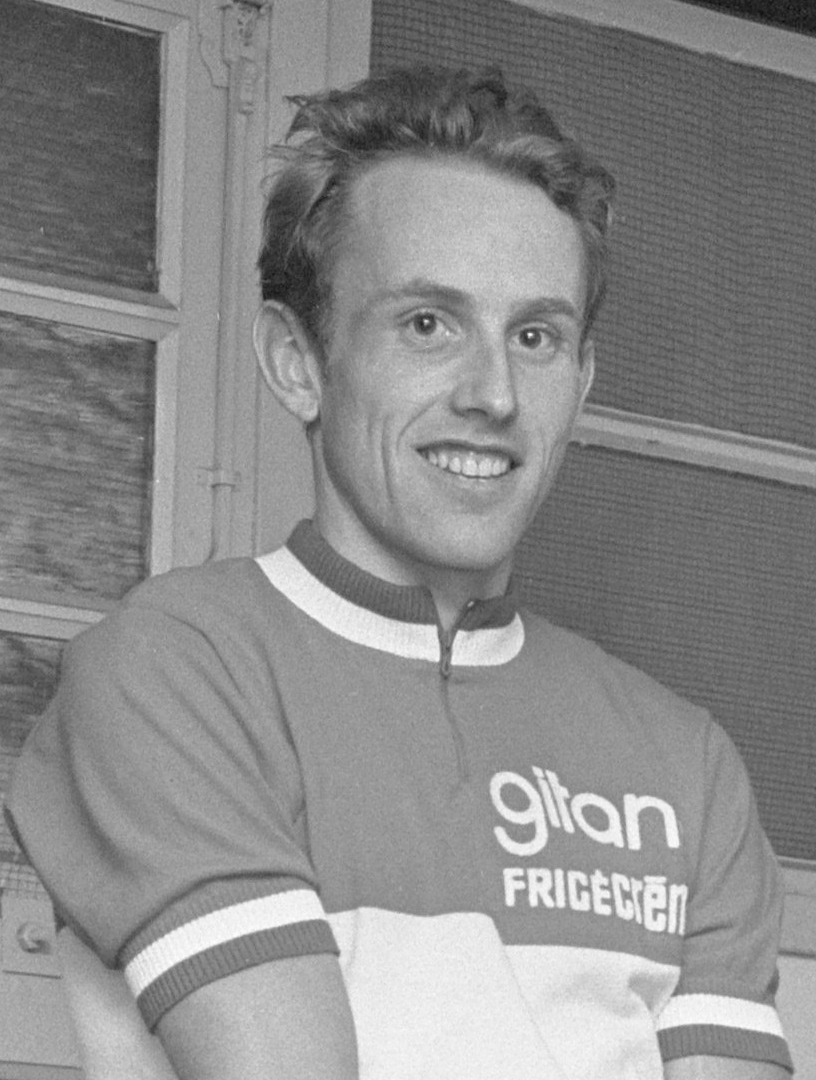
Joop Zoetemelk (1973)

- Aleksandr Zoebarev (1979), Oekraïens schaker
- Viktor Zoebarev (1973), Kazachs voetballer
- Aleksandr Joerjevitsj Zoebkov (1974), Russisch bobsleeër
- Viktor Aleksejevitsj Zoebkov (1941), Russisch ambtenaar en politicus (o.a. premier (2007-2008))
- Kateryna Michailivna Zoebkova (1988), Oekraïens zwemster
- Vjatsjelav Zoedov (1942-2024), Russisch ruimtevaarder
- Anastasia Valerejevna Zoejeva (1990), Russisch zwemster
- Sergej Zoekov (1951), Oekraïens componist
- Frederik Willem Edzard Groeninx van Zoelen (1924-2010), Nederlands militair en 23ste ambachtsheer van Ridderkerk
- Robert Frédéric Groeninx van Zoelen (1889-1979), Nederlands publicist, antiquair en politicus
- Frank Urban (Fuzzy) Zoeller, Jr. (1951), Amerikaans golfspeler
- Robert Bruce Zoellick (1953), Amerikaans bankier en politicus
- Pamela Zoellner-Fischer (1977), Duits langebaanschaatsster
- Robert Zoellner, Amerikaans filatelist
- Shaka Zoeloe (1786-1828), Zoeloe-staatsman en militair
- Karl Bernhard Zoeppritz (1881-1908), Duits seismoloog
- Albert Zoer (1975), Nederlands springruiter
- Salome Zoerabisjvili, Frans-Georgisch diplomate en politica (Georgisch parlementslid, minister en president)
- Frans van Zoest, bekend als Spike, (1984), Nederlands songwriter, gitarist en zanger
- Hubertus Balthazar (Bart) Zoet (1942-1992), Nederlands wielrenner
- Jan Zoet (1609-1674), Nederlands dichter, toneelspeler en -schrijver, pamflettist, drukker, vertaler, koopman, herbergier en religieus sekteleider
- Jeroen Zoet (1991), Nederlands voetballer
- Johannes Adrianus Zoet (1908-1992), Nederlands schermer
- Piet de Zoete (1943-2023), Nederlands voetballer
- Edwin Zoetebier (1970), Nederlands voetbaldoelman
- Bertus Johannes Zoetemeijer (1917-1999), Nederlands burgemeester
- Hendrik Gerardus Joseph (Joop) Zoetemelk (1946), Nederlands wielrenner
- Nynke Elisabeth Catharine de Zoeten (1970), Nederlands televisiejournaliste en presentatrice
- Petrus Josephus (Piet) Zoetmulder (1906-1995), Nederlands expert op het gebied van (Oud-)Javaanse taal en literatuur
- Eddy Zoëy, pseudoniem van Eddy Morsink, (1967), Nederlands grafisch vormgever, tv-presentator, radio-dj en zanger

## Zof
- Dino Zoff (1942), Italiaans voetballer en trainer
- Marianne Josephine Zoff (1893-1984), Oostenrijks actrice en operazangeres
- Johann Joseph Zoffany (1733-1810), Duits kunstschilder

## Zog
- Zog I van Albanië, pseudoniem van Achmet Bey Zogu, (1895-1961), Albanees president en koning (Achmet Bey Zogu)
- Julie Zogg (1992), Zwitsers snowboardster
- Armin Zöggeler (1974), Italiaans rodelaar
- Nico van Zoghel (1943), Nederlands voetballer en voetbaltrainer
- Vladimir Zografski (1993), Bulgaars schansspringer

## Zoh
- Matan Zohar, bekend als Mat Zo, (1990), Engels muziekproducent, -componist en -diskjockey
- Kenneth Dahrup Zohore (1994), Deens voetballer

## Zoi
- Karen Zoid, geboren als Karen Louise Greeff, (1978), Belgisch-Zuid-Afrikaans singer-songwriter
- Irakli Zoidze (1969), Georgisch voetballer
- Peter Zoïs (1978), Australisch voetbaldoelman
- Georgios Zoitakis (1910-1996), Grieks generaal en politicus

## Zok
- François Zoko (1983), Ivoriaans voetballer
- Didier Zokora (1980), Ivoriaans voetballer

## Zol

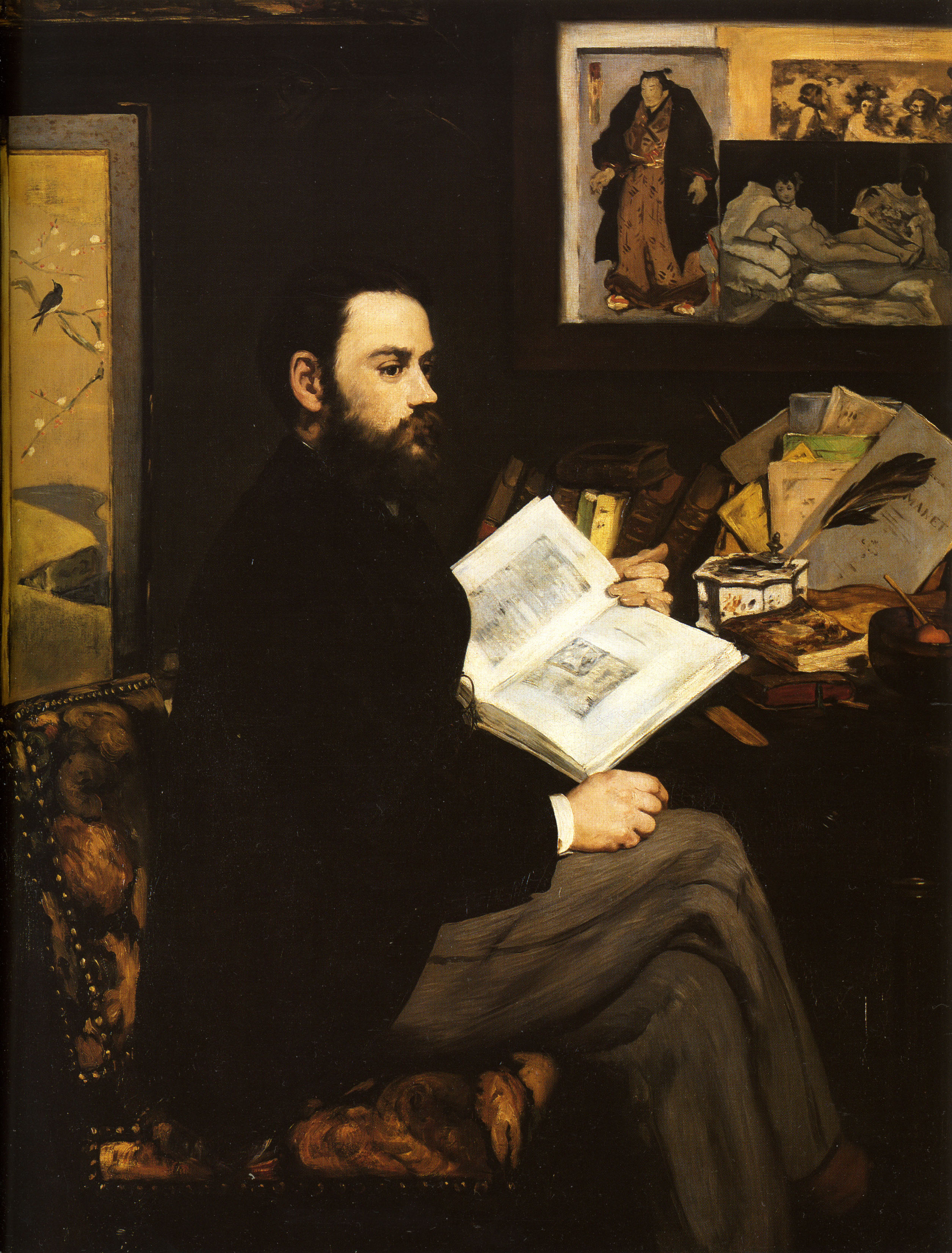
Emile Zola

- Arlette Zola (1949), Zwitsers zangeres
- Émile Zola (1840-1902), Frans schrijver
- Gianfranco Zola (1966), Italiaans voetballer en voetbaltrainer
- Elisabeth Zölch-Balmer (1951), Zwitsers politica
- Adone Zoli (1887-1960), Italiaans politicus en premier
- Hermann Zoll (1643-1725), Duits jurist
- Israel Zoller, bekend als Eugenio Zolli, (1881-1956), Italiaans rabbijn en hebraïcus
- Peter Zoller (1952), Oostenrijks theoretisch natuurkundige
- Robert Zoller (1947), Amerikaans vertegenwoordiger en promotor van een terugkeer naar de klassieke, middeleeuwse westerse astrologie
- Ştefan Zoller (1914-??), Roemeens handballer van Duitse komaf
- Frederik Eitel Frederik van Zollern (1454-1490), Admiraal van de Nederlanden
- Eugenio Zolli, geboren als Israel Zoller, (1881-1956), Italiaans rabbijn en hebraïcus
- Johann Kaspar Zollinger (1820-1882), Zwitsers politicus
- Robert Zollitsch (1938), Duits geestelijke en aartsbisschop
- Johann Karl Friedrich Zöllner (1834-1882), Duits astrofysicus
- Urška Žolnir (1981), Sloveens judoka
- Xenophon Zolotas (1904-2004), Grieks economist en premier (1989-1990)
- Steve Zolotow, Amerikaans pokerspeler
- Zoltán van Hongarije (ca. 896-ca. 947), heerser over de Magyaren

## Zom
- Rob Zombie, pseudoniem van Robert Cummings, (1965), Amerikaans zanger, schrijver en regisseur
- Angelo Zomegnan (1955), Italiaans sportjournalist en sportbestuurder
- Job Christiaan Zomer (1937-2006), Nederlands muziekproducer, radioprogrammamaker, muzikant en directeur
- Patricia Alida Maria (Patty) Zomer (1961), Nederlands zangeres, styliste en presentatrice
- Ramon Zomer (1983), Nederlands voetballer
- Wim Zomer (1945), Nederlands acteur
- Berend Jan (Ben) Zomerdijk (1923-2007), Nederlands wielersportjournalist en organisator
- Henk Zomerdijk (1948), Nederlands politicus
- Jan van Zomeren (1952), Nederlands politicus
- Peter Jacob (Koos) van Zomeren (1946), Nederlands schrijver

## Zon

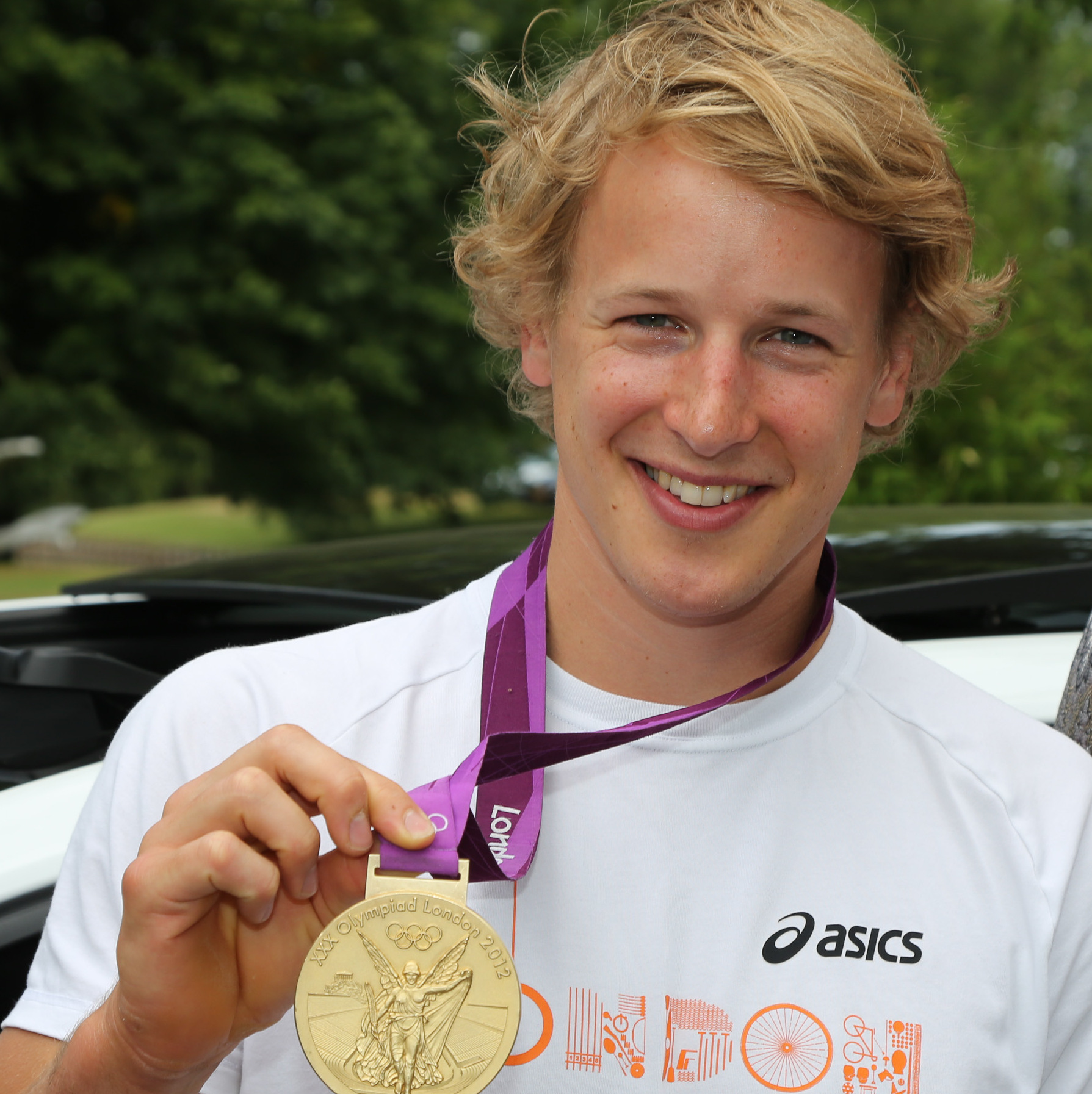
Epke Zonderland

- Johannes Marinus (Hans) van Zon (1941-1998), Nederlands seriemoordenaar
- Joop van Zon, Nederlands dirigent en pianist
- Kelly van Zon (1987), Nederlands paralympisch sportster
- Scott Zona (1959), Amerikaans botanicus
- Joannes Zonaras (11e eeuw-12e eeuw), Byzantijns kroniekschrijver en canonist
- Marc'Antonio Zondadari (1658-1722), Maltees grootmeester van de Orde van Malta van 1720 tot 1722
- Annelies Tump-Zondag (1988), Nederlands voetbalster
- Tay Zonday, pseudoniem van Adam Nyerere Bahner, (1982), Amerikaans singer-songwriter en toetsenist
- Ad Zonderland (ca. 1941-2007), Nederlands voetbaltrainer en sportbestuurder
- Epke Zonderland (1986), Nederlands turner
- Albert Zondervan (1943-2010), Nederlands dichter
- Albert Zondervan, pseudoniem van Jean Pierre Rawie, (1951), Nederlands dichter en vertaler
- Henri Zondervan (1864-1942), Nederlands auteur
- Peter Zondervan (1938), Nederlands beeldend kunstenaar
- Romeo Zondervan (1959), Nederlands voetballer
- Mamadou Zongo (1980), Burkinees voetballer
- Tertius Zongo (1957), premier van Burkina Faso (2007-)
- Zonnekoning, pseudoniem van Lodewijk XIV van Frankrijk, (1638-1715), koning van Frankrijk (1643-1715)
- Bouwe Zonnenberg (1978), Nederlands voetballer
- Boris van Zonneveld (1978), Nederlands journalist, schrijver en communicatiewetenschapper
- Cornelis (Cor) Zonneveld (1954-1997), Nederlands politicus
- Edwin P.C. Zonneveld (1958), Nederlandse schrijver
- Jaap Zonneveld (1924), Nederlands programmeur en computerpionier
- Jan Isaak Samuel Zonneveld (1918-1995), Nederlands geologiegeoloog en fysisch geograaf
- Michiel Adriaan Zonneveld (1962), Nederlands journalist
- Mieke van Zonneveld (1989), Nederlands dichter, letterkundige en docent
- Mike Zonneveld (1980), Nederlands voetballer
- Milan Zonneveld (2003), Nederlands voetballer
- Piet Zonneveld (1927-2011), Nederlands dirigent en accordeonist
- Thijs Zonneveld (1980), Nederlands wielrenner
- Michiel Zonnevylle (1950), Nederlands politicus
- Ricardo Luiz Zonta (1976), Braziliaans autocoureur
- Andrej Zontach (1970), Oekraïens schaker
- Emanuele Zonzini (1994), San Marinees autocoureur

## Zoo
- Ronald Zoodsma (1966), Nederlands volleybalinternational
- Jolanda Zoomer (1968), Nederlands zangeres
- Jacques Zoon (1961), Nederlands fluitist
- Pieter Adrianus (Piet) Zoon (1949), Nederlands politicus
- Cees Zoontjens (1944-2011), Nederlands wielrenner
- Tom Zoontjes (1985), Nederlands voetballer
- John Haley (Zoot) Sims (1925-1985), Amerikaans tenor- en sopraansaxofonist

## Zop
- Marco Zoppo (1433-ca. 1478), Italiaans kunstschilder
- Paolo Zoppo (16e eeuw), Italiaans kunstschilder

## Zor

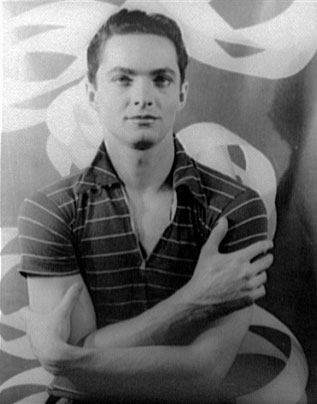
George Zoritch (foto van Carl Van Vechten, 1942)

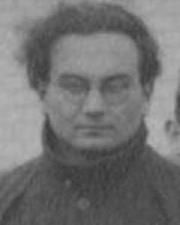
Max August Zorn (1930)

- George Avetoom Marterus Zorab (1898-1990), Nederlands parapsycholoog
- Zoran (20e eeuw), Kroatisch striptekenaar
- Matthias de Zordo (1988), Duits atleet
- Louis Zorich (1924), Amerikaans acteur
- Juan Zorrilla de San Martín (1855-1931), Uruguayaans dichter en ambassadeur
- Gilberto Zorio (1944), Italiaans beeldhouwer
- Zdenko Zorko (1950), Kroatisch handballer
- Anders Zorn (1860-1920), Zweeds kunstschilder en etser
- August Van Zorn, pseudoniem van Michael Chabon, (1963), Amerikaans schrijver
- Fritz Zorn, pseudoniem van Fritz Angst, (1944-1976), Zwitsers leraar en schrijver
- John Zorn (1953), Amerikaans jazzmusicus
- Max August Zorn (1906-1993), Amerikaans wiskundige
- Rob Zorn (1965), Nederlands zanger
- Wim Zorn (1940), Nederlands kunstschilder
- Jing Tian-Zörner (1963), Duits-Chinees tafeltennisster
- Zoroaster (14e eeuw v.Chr), Bactrisch profeet en de grondlegger van het zoroastrisme
- Jorge Horacio Zorreguieta Stefanini (1928-2017), Argentijns politicus
- Máxima Zorreguieta (1971), Argentijns-Nederlands echtgenote van koning Willem-Alexander
- Alberto Zorrilla (1906-1986), Argentijns zwemmer
- José Zorrilla (1817-1893), Spaans toneelschrijver en dichter
- Renzo Zorzi (1946), Italiaans autocoureur

## Zos
- Zosimus (5e eeuw), Byzantijns geschiedschrijver
- Zosimus (+418), paus (417-418)
- Michail Michailovitsj Zosjtsjenko (1895-1958), Sovjet-Russisch schrijver

## Zot
- Zotto (ca. 540-591), militaire leider van de Lombarden
- Volker Zotz (1956), Oostenrijks cultuurfilosoof en boeddholoog

## Zou

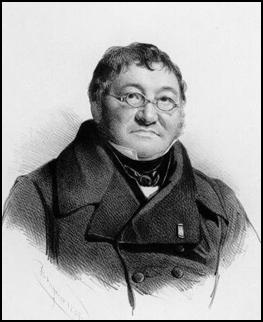
Léopold Zoude

- Zou (1960), Malinees muzikant, instrumentmaker en componist
- Olbram Zoubek (1926-2017), Tsjechisch beeldhouwer
- Charles Zoude (1794-1860), Belgisch advocaate en congreslid
- Léopold Zoude (1771-1853), Belgisch volksvertegenwoordiger en senator
- Meester van Evert Zoudenbalch (15e eeuw), laatmiddeleeuws boekverluchter
- Paul Zoungrana (1917-2000), Burkinees geestelijke
- Rop Zoutberg (1964), Nederlands journalist
- Anouk Zoutendijk (1985), Nederlands shorttrackster
- Guus Zoutendijk (1929-2005), Nederlands wiskundige, politicus en zakenman
- Jan Zoutman (1969), Nederlands voetbaltrainer
- Johan Arnold Zoutman (1724-1793), Nederlands schout-bij-nacht van Holland en West-Friesland en bevelhebber van de Staatse vloot
- Johannes (Hans) van der Zouwen (1939), Nederlands socioloog
- Mohammed Zouzou (1988), Nederlands voetballer

## Zov
- Lovro Zovko (1981), Kroatisch tennisser
- Zdravko Zovko (1955), Kroatisch handballer en handbalcoach